# Олеволе (Терни)
Олеволе је насеље у Италији у округу Терни, региону Умбрија.
Према процени из 2011. у насељу је живело 51 становника. Насеље се налази на надморској висини од 335 м.